# 然古尼亞烏帕齊拉
然古尼亞乌帕齐拉是孟加拉国吉大港縣的一个乌帕齐拉，位於吉大港专区的吉大港縣。。

## 人口
據1991年孟加拉國人口普查，然古尼亞共有戶數46,176戶，人口263,217人。其中男性佔比51.90%，女性佔比41.80%；成年人口127,825人。該地7歲以上人口之平均識字率為35.4%。